# Ligne T11 du métro de Stockholm
La ligne T11 est une ligne du métro de Stockholm, en Suède.
Elle comporte 12 stations et a été inaugurée en 1975. Il s'agit de l'une des branches de la ligne bleue, avec la ligne T10.

## Tracé et stations

### Liste des stations
| Station         | Correspondance               | Inauguration |
| --------------- | ---------------------------- | ------------ |
| Akalla          |                              | 1977         |
| Husby           |                              | 1977         |
| Kista           |                              | 1977         |
| Hallonbergen    |                              | 1975         |
| Näckrosen       |                              | 1975         |
| Solna centrum   |                              | 1975         |
| Västra skogen   | T10                          | 1975         |
| Stadshagen      | T10                          | 1975         |
| Fridhemsplan    | T10, T17, T18, T19           | 1952         |
| Rådhuset        | T10                          | 1975         |
| T-Centralen     | T10, T13, T14, T17, T18, T19 | 1957         |
| Kungsträdgården | T10                          | 1977         |

## Exploitation
La ligne est exploitée par Storstockholms Lokaltrafik, l'autorité organisatrice des transports publics de Stockholm.